# Abel da Dinamarca
Abel (1218 – 29 de junho de 1252) foi o Duque de Schleswig de 1232 até sua morte e também Rei da Dinamarca a partir de 1250. Era filho do rei Valdemar II da Dinamarca e sua segunda esposa Berengária de Portugal, sendo irmão de Érico IV e Cristóvão I.
Ele entrou em conflito com Érico quando era Duque de Schleswig, virando um suspeito do assassinato do irmão em 1250. Abel foi declarado rei ao fazer um juramento alegando sua inocência. Ele foi morto dois anos depois durante uma expedição militar na Frísia. Seu reinado é o mais curto de qualquer monarca dinamarquês desde o século IX.